# Перепілка австралійська
Перепілка австралійська (Coturnix pectoralis) — вид куроподібних птахів родини фазанових (Phasianidae). Ендемік Австралії.

## Поширення
Поширений на південному сході Австралії, в штатах Новий Південний Уельс і Вікторія. Його ареал межує з сусідніми штатами, на півночі з Квінслендом і на заході з Південною Австралією. Він відсутній у посушливих внутрішніх частинах континенту, але з початку 20 століття він колонізував південний захід Західної Австралії.
Середовищем його проживання є велика різноманітність відкритих ландшафтів, зокрема необроблені луки та добре дреновані рівнини неподалік від водотоків. Сюди також входять розрізнені поля зернових культур, простори бур'янів, стерня, засолені місця існування з чагарниковою рослинністю, зарості спініфексу та солончаки.